# Jordi Barinaga i Ventura
Jordi Barinaga i Ventura (Barcelona 1956) es informático por la Universidad Autónoma de Barcelona, su carrera profesional se inicia en 1986 como programador y su trayectoria profesional pasa por empresas y organizaciones como el Ayuntamiento de El Prat de Llobregat, Institut Cerdà, Grupo Zúrich, Winterthur. Durante años compagina su actividad laboral con el entorno náutico. Sus primeras actividades náuticas empiezan con el submarinismo, participó en varios proyectos en el entorno de la biología con la UCD y el Museo Oceanográfico de Mónaco. Pero no será hasta 1998 cuando tiene su primer contacto con el mundo de la electrónica náutica de precisión y los programas tácticos de regata. 

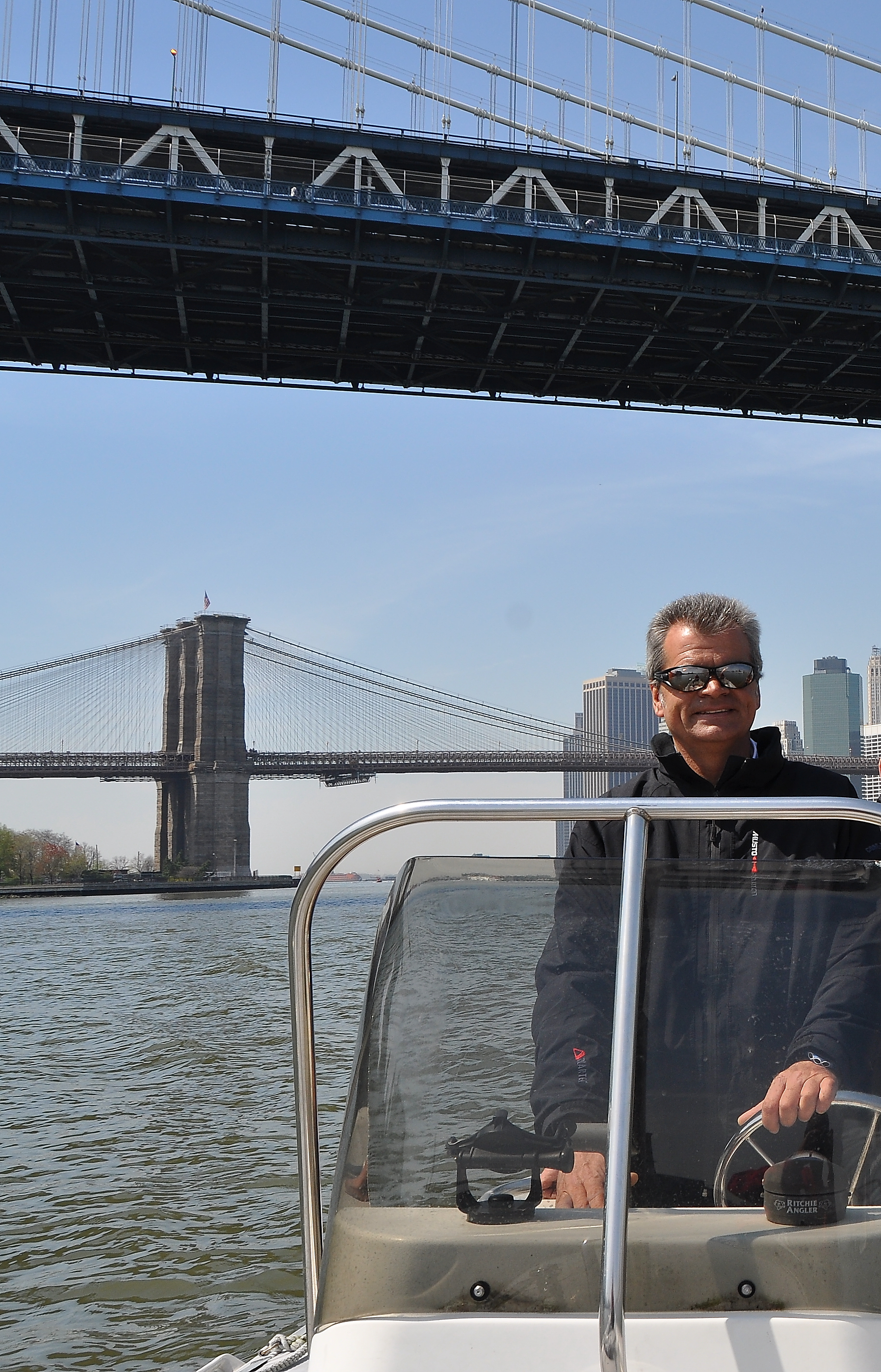
Jordi Barinaga durante la celebración del Record New York-Barcelona © Laura Carral

En su palmarés deportivo se incluyen cuatro campeonatos del mundo. Su último logro profesional ha sido como Director Técnico del proyecto ACCIONA 100% EcoPowered, las áreas desarrolladas en este proyecto de I+D han sido el consumo energético, la producción y el almacenaje de energía. Se ha creado un barco competitivo, seguro y, por primera vez en la historia de la clase IMOCA, cien por cien sostenible y autosuficiente. Ha sido el primer barco en dar la vuelta al mundo en competición (La Vendée Globe), sin escalas, sin utilizar ni necesitar ningún tipo de combustible fósil. Para ello se han utilizado energías sostenibles como la solar, la eólica y la hidrodinámica cubriendo con todas ellas todas las necesidades mecánicas y electrónicas tanto del barco como del patrón.
En el año 2015 realizó junto al equipo de ingenieros de Quionne emginerig (Alberto de torres, Víctor Lobo y Marcos Rupérez) y la empresa Jaton Racing el primer coche eléctrico en participar en el rally Dakar. El acciona 100% ecopowered Dakar fue el primer coche en tomar la salida en el rally Dakar con cero emisiones de CO2.El proyecto que en los años siguientes fue continuado por la empresa Jaton Racing, logrando en 2017 ser el primer equipo de la historia en diseñar y llevar hasta la meta del Dakar un coche 100% eléctrico.

## Historia
A lo largo de los años ha compaginado su actividad laboral el entorno náutico. Sus primeras actividades náuticas empiezan con el submarinismo. En 1979 obtiene el título de buzo de 1.ª. Durante el periodo de 1975 a 1981 participó en varios proyectos en el entorno de la biología con la UCD y el Museo Oceanográfico de Mónaco. También trabaja puntualmente como instructor en una escuela de submarinismo de Palma de Mallorca.
Obtiene el título de Patrón de Yate en 1998 y se incorpora en la Asociación de Patrones de Yate. Durante cuatro años es el responsable del mantenimiento del barco de la Asociación y empieza a participar en diferentes regatas de crucero a bordo del Vicking II y Vicking III, Duende, Ramel y Winterthur. Es en este año cuando tiene su primer contacto con el mundo de la electrónica náutica de precisión y los programas tácticos de regata.
En 2001 entra a formar parte de la tripulación del Equipo Telefónica como navegante y, más adelante como técnico e instalador de los sistemas electrónicos de navegación y comunicación. Ha participado en la mayoría de regatas en las que el Telefónica y el Movistar han hecho en las clases IMS, GP42, TP52. También colaboró en las pruebas de los equipos de electrónica instalados en el VOR70 (Volvo Ocean Race).
Compagina los proyectos de los barcos de Telefónica y Movistar con proyectos como TP52 Balearia, TP52 Tau Cerámica, TP52 Bribón, IMS 500 Bribón, IMS 600 Forum Filatelico, GP42 Puerto Calero, GP42 Turismo Madrid, B&C 52 Hispano, S&S Charisma –diseño de Olin J. Stephens de 57 pies-, Sloop de 30 metros Alarife, Comet 41 Mod Power Plate, Dufour 44 Icaro Equipo de regatas Motyvel, Navantia, Estrella Galicia, Vindio, Wally Maxi Kiboco de 94 pies…

## Institut Cerdà
El Institut Cerdà, -Fundación no lucrativa, con el objetivo de colaborar en el desarrollo técnico y estructural en aquellos campos donde la expansión tenga un importante potencial de creación de la actividad económica y, que permitan la resolución de problemas y retos existentes o futuros, derivados de los adelantos tecnológicos, cambios legislativos o procesos de integración europea-, fue su destino desde 1989 hasta 1995. A lo largo de los años en los distintos proyectos desarrolla diferentes cargos y responsabilidades.
A destacar en estos años:
Proyecto Vereda I (1989-1990) como Responsable Técnico y Subdirector de Proyecto
Objetivo: Implantar en real una oficina donde el público pudiese acceder a diferentes servicios de varias entidades. La oficina estaba interconectada con los sistemas de información de las entidades que ofrecían sus servicios.
Definición proyecto: Definición del desarrollo del sistema tecnológico de la oficina, puesta en marcha y análisis de los resultados. Desde esta oficina se pudieron realizar trámites con las Compañías de Servicios Urbanos de la ciudad de Barcelona (compañías de agua, gas, electricidad y Telefónica de España) y Ajuntament de Barcelona.
Proyecto Vereda II (1991-1994) como Director de Proyecto
Objetivo: Diseño y puesta en marcha de una red de terminales de autoservicio que permitan albergar un conjunto de servicios de diferentes entidades y analizar la viabilidad económica. En este proyecto participaron un total de doce entidades, entre las que cabe destacar el Ministerio de Administraciones Públicas, La Caixa, Winterthur, Ajuntament de Barcelona y Banco Vitalicio.
Definición proyecto: Diseño y desarrollo del terminal de autoservicio multimedia. Definición de la arquitectura de red, selección e implantación del conjunto de trámites. Puesta en marcha y gestión de todo el sistema y elaboración del plan de empresa para la explotación de la web.

## El salto definitivo a la náutica
En 2005 da un giro a su vida, tras compartir durante años su vida laboral y el entorno náutico, decide dedicarse en exclusiva al mundo de la náutica y centrarse en lo que le gusta. Como instalador de equipos electrónicos y asistente oficial de NAVICO (B&G, Lowrance y Simrad), desde este año su actividad se concentra en la instalación y puesta en marcha de sistemas electrónicos en barcos orientados a la alta competición.
A partir de 2006 -y actualmente- colabora con la empresa Tecnotalasa como Director y Asesor Técnico.

## Barcelona World Race
En la primera edición de la Barcelona World Race 2007-2008, da soporte técnico a varios equipos participantes: IMOCA Open 60 Mutua Madrileña, con Javier “Bubi” Sansó y Pachi Rivero como patrones (4.º clasificados), IMOCA Open 60 Estrella Damm, con los patrones Guillermo Altadill y Jonathan McKee (Abandono) y el IMOCA Open 60 Hugo Boss con Alex Thomson y Andrew Cape (2.º clasificado y récord de las 24 horas con más de 501 millas navegadas).
Para la segunda edición de la Barcelona World Race 2010-2011, es el director de Tecnologías de la Escudería FNOB (Fundació Navegació Oceànica), soporte y asistencias. Cinco IMOCA Open 60 componían la escudería: Renault Z.E. con Pachi Rivero y Toño Piris (3.er. Clasificado), Estrella Damm, con Alex Pella y Pepe Ribes como patrones (4.º clasificado), Gaes con Anna Corbella y Dee Caffary (6.º clasificado), Fòrum Marítim Català con Gerard Marin y Ludovic Aglaor (8.º clasificado) y We are Water con los patrones Jaume Mumbru y Cali Sanmarti (9.º clasificado).
El 28 de octubre de 2010 en l’Escola Tècnica Superior d'Enginyeria de Telecomunicació de Barcelona, imparte la conferencia Ingenier Mulla’t con motivo del Primer Premio Barcelona World Race, Innovació, Navegació i Entorn.

## Proyecto IMOCA Open 60 ACCIONA 100%EcoPowered
A mediados del 2011 como director técnico del proyecto ACCIONA 100% EcoPowered, se instala más dos meses en Tauranga (Nueva Zelanda) donde se está construyendo el IMOCA Open 60 ACCIONA 100% EcoPowered. Una vez finalizada la construcción del casco, barco y equipo vienen a su base en Palma de Mallorca para acabar de prepararlo para la Vendée Globe 2012-2013 (Vuelta al mundo en solitario sin escalas). Las áreas desarrolladas en este proyecto de I+D han sido el consumo energético, la producción y el almacenaje de energía.
Se escribe así una página en la historia; se ha creado un barco competitivo, seguro y, por primera vez en la historia de la clase IMOCA, cien por cien sostenible y autosuficiente.
El 28 de noviembre de 2012, con motivo de este proyecto, Jordi Barinaga, participa en la mesa redonda sobre el tema de las cero emisiones en la vela oceánica organizada por la Fundació Navegació Oceànica Barcelona (FNOB), como ingeniero especialista en energía y electrónica en vela oceánica. En el coloquio se abordan los temas: el reto tecnológico, la aplicación a la navegación y el reto social.
El IMOCA Open 60 ACCIONA 100% EcoPowered tomó la salida de la Vendée Globe en Les Sables d’Olonne (Francia) el 10 de noviembre de 2012. Ha sido el primer barco en circunnavegar el globo en competición, sin escalas y sin utilizar ni necesitar ningún tipo de combustible fósil. Para ello se han utilizado energías sostenibles como la solar, la eólica y la hidrodinámica cubriendo con todas ellas todas las necesidades mecánicas y electrónicas tanto del barco como del patrón.

## Logros más relevantes conseguidos en competición
| Competición                              | Lugar            | Barco             | Clasificación     | Función                         |
| ---------------------------------------- | ---------------- | ----------------- | ----------------- | ------------------------------- |
| Rolex IMS World Championship 2001        | Valencia-España  | Telefónica        | 2.º clasificado   | navegante                       |
| Rolex IMS World Championship             | Capri-Italia     | Telefónica        | 1.er. clasificado | navegante                       |
| Campeonato del Mundo IMS por Países 2004 | Sardegna-Italia  | Telefónica        | 1.er. clasificado | navegante y técnico electrónico |
| Campeonato de Europa IMS 2004            | Punta Ala-Italia | Telefónica        | 2.º clasificado   | navegante y técnico electrónico |
| Mundial IMS 600 2005                     | Alemania         | Telefónica        | 1.er. clasificado | técnico electrónico             |
| Sardinia Rolex Cup TP52 2006             | Sardegna-Italia  | Bribón-Telefónica | 1.er. clasificado | navegante                       |
| Regata Newport-Bermuda 2008              | Newport-Bermuda  | Charisma          | 3.er. clasificado | navegante y técnico electrónico |

Con el Equipo de Regatas Motyvel logran ganar por tres veces consecutivas (ediciones 2007-2008-2009) la regata internacional Copa del Rey de Vela que se celebra en aguas de Palma de Mallorca.